# Korgun (stad)
Korgun is de hoofdstad (İlçe Merkezi) van het gelijknamige district in de provincie Çankırı in het noorden Turkije. De plaats telt 6031 inwoners (2000).

## Verkeer en vervoer

### Wegen
Korgun ligt aan de nationale weg D765 en de provinciale weg 18-75.

## Geboren
- Süreyya Ayhan (1978), middellangeafstandsloopster

Centrale districtsplaats (İlçe Merkezi): Korgun
Gemeenten (Beldeler): Geen
Dorpen (Köyler):
Buğay · Çukurören · Dikenli · Gümüşdüven · Ildızım · İkiçam · Karatekin · Karatepe · Kayıçivi · Kesecik · Maruf · Yolkaya